# 南進女性
『南進女性』（なんしんじょせい）は、1940年（昭和15年）11月7日公開の落合吉人監督による日本映画。製作は新興キネマ。

## キャスト
- 信子の友人・広瀬房子：美鳩まり
- 三男・大井順八郎：若原雅夫
- 長女・信子：久慈行子
- 長男・大井順太郎：大井正夫
- 房子の父：加藤精一
- 房子の母：明清江
- 順太郎の妻・久代：林敏子
- 次男・順五郎：原不二雄
- 赤松先生：香取千代子

## スタッフ
- 監督：落合吉人
- 応援監督：深田修造
- 製作：岡田熱
- 脚本：新藤兼人
- 原作：石川達三
- 撮影：行山光一
- 音楽：横田昌久